# КВ-6
КВ-6 — советский тяжёлый огнемётный танк периода Второй мировой войны.

## История создания
Ранее в качестве огнемётных использовались танки Т-26 (ОТ-26, ОТ-130, ОТ-133), однако слабое бронирование делало их уязвимыми на поле боя.
Первый вариант огнеметного КВ был разработан уже летом 1941 года. В устаревшей литературе его именуют КВ-6, что документами не подтверждается. Под таким индексом должен был выпускаться Т-220 в Челябинске. От КВ-1 отличался наличием огнемёта АТО-41 вместо пулемёта ДТ, и 110-литровым баком с огнесмесью, размещенным в боевом отделении.
Был организован выпуск этих машин на Кировском заводе, но из-за блокады Ленинграда выпустили ограниченную серию. Было заложено 10 корпусов, однако на завод поступило лишь 4 огнемета АТО-41. Всего в сентябре 1941 года было изготовлено три новых танка (№№ 5156—5158, плюс одна ремонтная). В Ведомости отгрузок они именовались "Танк КВ-6 с башнями КВ-1 с установкой огнеметов и с моторами В-2К". 13 сентября они были отправлены на Московский фронт. Оставшиеся 7 корпусов были закончены как линейные танки с заплатками на месте амбразур. Все 4 машины поступили в сформированную в сентябре 1941 года в Москве 124-й танковую бригаду полковника Н. Родина. Уже к середине октября все машины были потеряны, причем одна стала германским трофеем. В составе 58-й пехотной дивизии в марте 1942 года танк участвовал в боях за Мясной Бор.